# Keum Sae-rok
Dans ce nom coréen, le nom de famille, Keum , précède le nom personnel.
Keum Sae-rok (hangeul : 금새록 ; RR : Geum Sae-rok ; MR : Kŭm Saerok) est une actrice sud-coréenne, née le 6 septembre 1992 à Daegu.

## Biographie

### Jeunesse et formation
Keum Sae-rok naît le 6 septembre 1992 à Daegu. Elle fréquente l'Institut des arts de Séoul, d'où elle sortira avec un diplôme d'acteur.

### Carrière
En 2011, elle fait ses débuts dans les publicités télévisées.
En 2013, elle fait une apparition dans le court métrage Samuraiui gobaek (사무라이의 고백) de Kim Jae-hyeon.
En 2015, elle apparaît dans un petit rôle pour son premier long métrage Disparues (경성학교: 사라진 소녀들), un thriller signé Lee Hae-yeong.
En juillet 2021, elle se joint au réalisateur Park Hee-kon pour incarner la victime du passé dans le thriller Don't Buy the Seller (타겟, 2023).
Mi-mai 2022, elle fait son retour au petit écran pour la série The Interest of Love (사랑의 이해), où elle incarne Park Mi-kyung, directrice adjointe de la banque Nara, aux côtés de Yoo Yeon-seok, Moon Ga-young et Jung Ga-ram.
En juin 2023, en compagnie de Noh Sang-hyun, elle est choisie pour la série Soundtrack 2 (사운드트랙 #2), diffusée sur Disney+ au début de décembre suivant.
En janvier 2024, elle signe un contrat de son nouvelle agence BH Entertainment..

## Filmographie partielle

### Longs métrages
- 2015 : Disparues (경성학교: 사라진 소녀들) de Lee Hae-yeong : Oyama Naoko
- 2015 : Assassination (암살) de Choi Dong-hoon : la vendeuse du parfum
- 2016 : The Age of Shadows (밀정) de Kim Jee-woon : la serveuse (caméo)
- 2017 : The King (더 킹) de Han Jae-rim : l'amie de Joon Hee-seong
- 2018 : Believer (독전) de Lee Hae-young : Soo-jeong
- 2018 : The Spy Gone North (공작) de Yoon Jong-bin : une garde du corps du Président
- 2019 : The King's Letters (나랏말싸미) de Jo Cheol-hyeon : Jin-ah
- 2023 : Don't Buy the Seller (타겟) de Park Hee-kon : Kim Hye-jin

### Court métrage
- 2013 : Samuraiui gobaek (사무라이의 고백) de Kim Jae-hyeon

### Séries télévisées
- 2019 : The Fiery Priest (열혈사제) : Seo Seung-ah
- 2021 : Youth of May (오월의 청춘) : Lee Soo-ryun
- 2022 : The Interest of Love (사랑의 이해) : Park Mi-kyung
- 2023 : Soundtrack 2 (사운드트랙 #2) : Hyoon-seo